# Condado de Custer (Dakota del Sur)
El condado de Custer (en inglés: Custer County, South Dakota), fundado en 1875, es uno de los 66 condados en el estado estadounidense de Dakota del Sur. En el 2000 el condado tenía una población de 7275 habitantes en una densidad poblacional de 1.803 personas por km². La sede del condado es Custer.

## Geografía
Según la Oficina del Censo, el condado tiene un área total de 4038 km² (1559,1 mi²), de la cual 4034 km² (1557,5 mi²) es tierra y 4 km² (1,5 mi²) es agua.

### Condados adyacentes
- Condado de Pennington - norte
- Condado de Shannon - sureste
- Condado de Fall River - sur
- Condado de Niobrara - suroeste
- Condado de Weston - oeste

## Demografía
En el 2000 la renta per cápita promedia del condado era de $36 303, y el ingreso promedio para una familia era de $43 628. El ingreso per cápita para el condado era de $17 945. En 2000 los hombres tenían un ingreso per cápita de $30 475 versus $20 781 para las mujeres. Alrededor del 9.40% de la población estaba bajo el umbral de pobreza nacional.
| 1900 | 1910 | 1920 | 1930 | 1940 | 1950 | 1960 | 1970 | 1980 | 1990 | 2000 | Est. 2008 |
| ---- | ---- | ---- | ---- | ---- | ---- | ---- | ---- | ---- | ---- | ---- | --------- |
| 2728 | 4458 | 3907 | 5353 | 6023 | 5517 | 4906 | 4698 | 6000 | 6179 | 7275 | 7811      |

## Ciudades y pueblos
- Buffalo Gap
- Custer
- East Custer
- Fairburn
- Hermosa
- Pringle
- West Custer

## Mayores autopistas
| - Carretera de U.S. 16 - Carretera de U.S. 385 - Carretera de U.S. 16A - Carretera de Dakota del Sur 36 | - Carretera de Dakota del Sur 40 - Carretera de Dakota del Sur 87 - Carretera de Dakota del Sur 89 |